# Simón García (actor)
Simón García (Caracas, 29 de marzo de 1939-Orlando, 23 de abril de 2017) fue un actor venezolano.
Egresó de la escuela de artes SEKI SANO de México en el área de arte dramático, y complementó su estudios actorales en el Instituto Nacional de Bellas Artes en Columbia College. Su primera aparición en televisión fue en la televisora nacional en el programa Cuentos Infantiles, realizó un programa de suspenso llamado Antopología Fantástica y un dramático llamado El cobarde.
Participó en series animadas infantiles junto al actor mexicano Carlos Villagrán, tales como 	El Show de Carlos Villagrán, Federrico, Las Nuevas aventuras de Federrico, (interpretando a Pichicho), Kiko botones (interpretando a Don Severo Segura) y El niño de papel (interpretando a El Sargentazo), . También trabajó en otra serie para niños La Pandilla de los siete. Trabajó en Venezolana de Televisión, donde realizó y surtió series de varios géneros.
Realizó fuera de Venezuela junto a Carlos Villagrán, visitando México, Panamá, Perú, Ecuador, Costa Rica, Argentina, Paraguay, Puerto Rico, El Salvador y Chile. A principios de 2011 sufrió un accidente cerebrovascular del cual se recuperó satisfactoriamente. En sus últimos años tuvo una academia de actuación y modelaje, donde fue profesor de actuación y artes.

## Televisión
- Cuentos Infantiles
- Antopología Fantástica
- El cobarde
- El niño de papel (El sargentazo)
- Kiko Botones (Don Severo Segura)
- Federrico (Pichicho)
- Las nuevas aventuras de Federrico (Pichicho/Don Elías)
- Kiko [spin off de Federrico] (Don Elías, padre de Federrico)
- Dulce ilusión
- Kassandra
- El show de Joselo
- Apartamento 18
- El show de la risa
- El candidato
- El gran casino
- La gran revista del jueves
- Cheverisimo
- La Pandilla de los 7.